# Rossford
Rossford – miasto w Stanach Zjednoczonych, w północno-wschodniej części stanu Ohio, nad rzeką Maumee River.
Liczba mieszkańców w 2000 roku wynosiła 6552.